# 海丰城隍庙
海丰城隍庙，位于中国广东省汕尾市海丰县城西中街，为海丰县的一个县级文物保护单位，类型为古建筑，公布时间为1997年。
海丰城隍庙的历史年代为明代。